# 家世界
家世界是中國大陸境內的一間大型商場零售企業，主要位於中國北方。成立于1994年的家世界市場，是B2C企業，主要銷售食物、飲品、百貨日用品、服裝、電器等2萬多種消費品，賣點是平、靚、正。2006年12月，家得寶宣佈併購该公司，從而在短時間內打入中國市場，並在六個城市設有12家分店。2007年3月，家世界被华润集团收购。

## 外部参考
- 家世界官方網址